# イングリッシュ・エレクトリック ライトニング
イングリッシュ・エレクトリック
ライトニング
第92飛行隊のF.3(XN726, c/n 95098)。
- 用途：戦闘機
- 設計者：テディ・ペッター、フレデリック・ペイジ
- 製造者：イングリッシュ・エレクトリック
- 運用者

  -  イギリス（イギリス空軍）
  -  サウジアラビア（サウジアラビア空軍）
  -  クウェート（クウェート空軍）
- 初飛行：1957年4月4日
- 生産数：329機
- 退役：1988年4月30日
- 運用状況：退役

イングリッシュ・エレクトリック ライトニング  (English Electric Lightning) は、イギリスのイングリッシュ・エレクトリック社が開発し、主にイギリス空軍で運用された超音速ジェット戦闘機。1960年に同社の航空機部門は国策企業のBACに統合されたため、BAC ライトニングとも呼ばれる。
Lightning　とは「稲妻」の意。

## 特徴

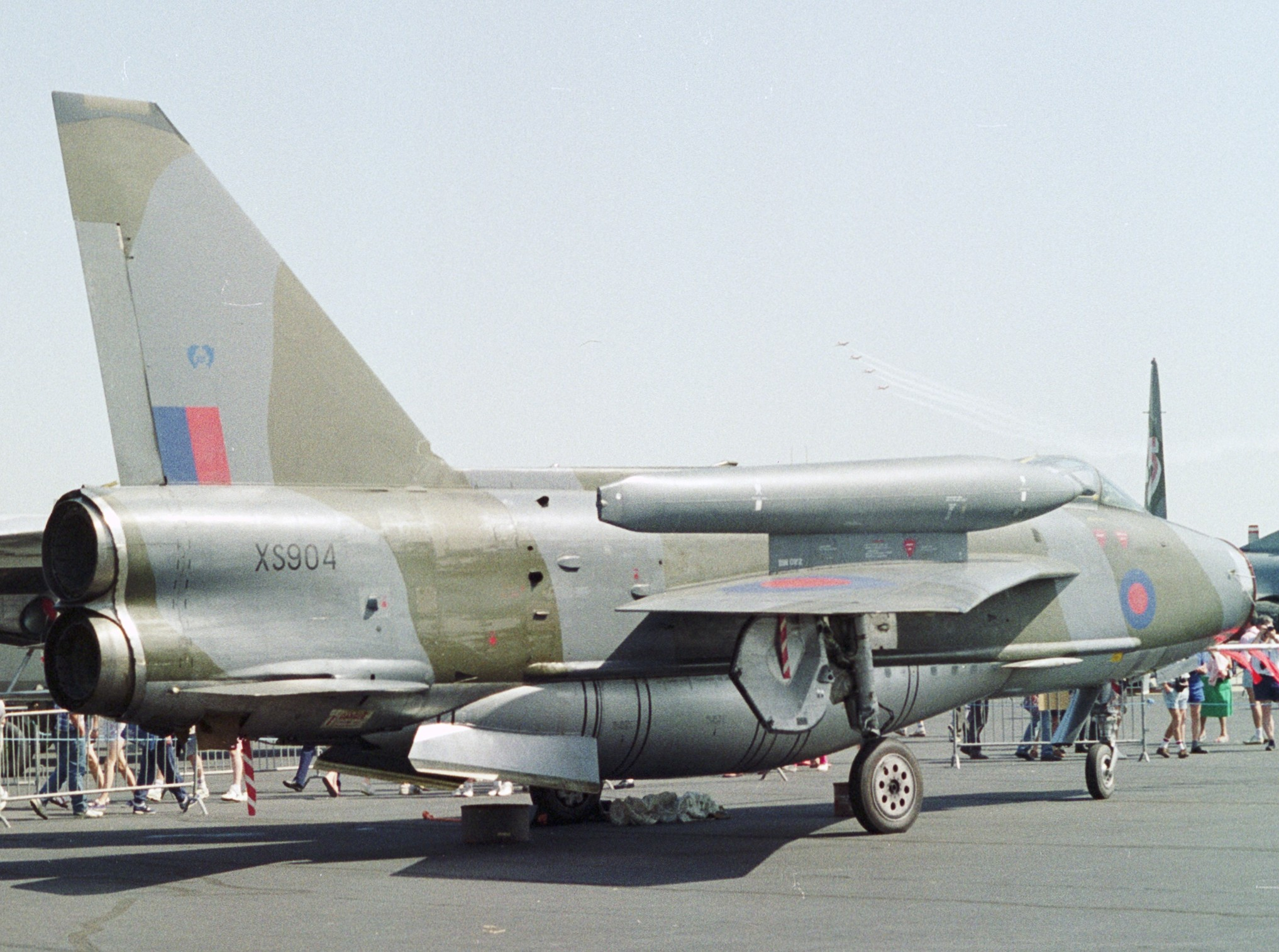
他に例のない、前後をずらした上下配置の双発エンジンと、主翼上に載せられた増加タンク。子持ちシシャモのような下の膨らみは、胴体内タンクである。

2基のジェットエンジンを前後にずらした上で縦に並べて配置するという、量産された戦闘機では後にも先にも例がないエンジン配置を採用している。先端の空気取り入れ口はコックピット後ろで上下に分かれ、主翼下にあるエンジンと胴体後方上のエンジンに空気を送る構造になっている。これは通常の並列配置よりも胴体を細くでき空気抵抗を減らすことが目的で、片方のエンジンが停止してもトリムが変化しないというメリットもあった。しかし、エンジンの点検整備や交換作業が煩雑になり、胴体内に燃料タンクを設けるスペースがなくなるというデメリットがあった。また、高温になりやすく、オイル漏れが発生するとすぐ火災に直結するという問題点もあり、イギリス空軍が損失した80機の内、約22機が空中火災によるものだった。エンジンの取り出しは機体の上下から行い、燃料タンクは機体下部を膨らましたような形で設置されている。
主翼はデルタ翼の空力的に必要性が無いとされる内縁部をカットしたような形状で、構造上は通常の後退翼と同じであり、図らずも後の標準たるクリップトデルタ翼の始祖になったと評価されている。これは離着陸時にデルタ翼機のような大仰角を強いないものの、翼内燃料タンクスペースは減少する。また、主翼下面には主脚が格納されるため大型のハードポイントが設置できず、増槽のような大型の装備は搭載できなかった。前述したように胴体内に燃料タンクが設置できなかった点もあり、増槽を主翼上面に装備するという苦肉の策が取られるなど幾度かの改良を経ても航続力が短く、兵器搭載量にも乏しいという欠点が付きまとった。
利点としてはマッハ2.0の速度を持ち特に運動性が良好であったライトニングは、同世代のF-104 スターファイターやミラージュ III等にも匹敵する制空能力をもち、局地防衛を重視した強力なエンジン推力は、後に登場するF-15 イーグルやSu-27 フランカーに劣らない上昇力をもっていた。本機は後にトーネード ADVによって更新されるが、上昇力に関しては本機のほうが優れていた。また、それまでのイギリス製戦闘機にない優れた性能をもつ照準器を装備し、レーダー性能などアビオニクスの点での進歩は著しかった。

## 開発経緯

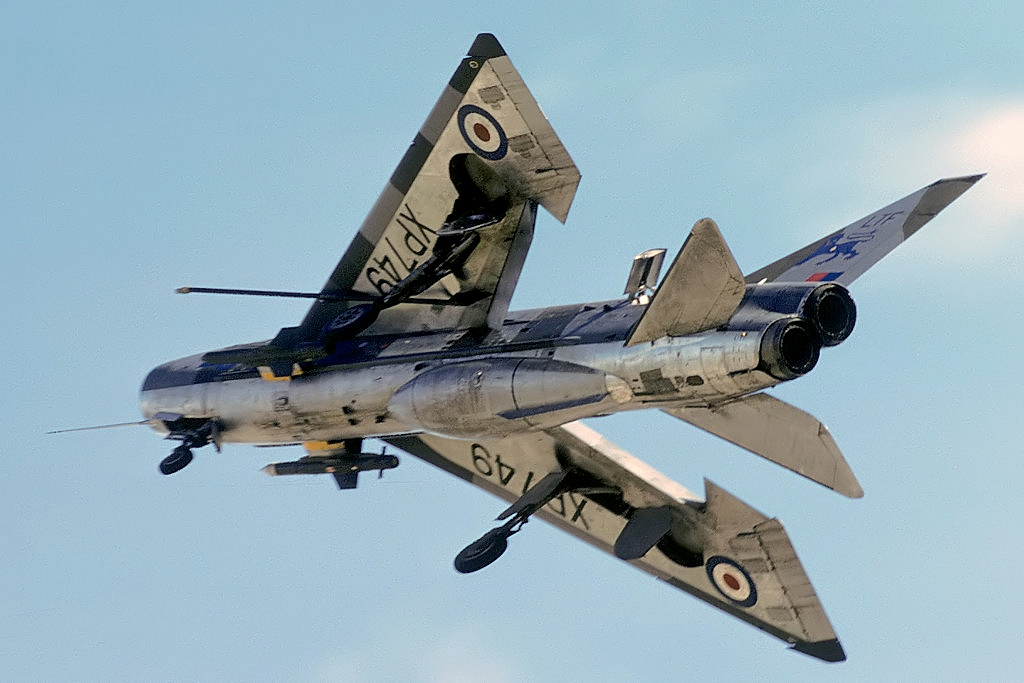
翼端に車輪を収めるため、非常に薄い引き込み式降着装置を持つ。

第二次世界大戦の戦費支出で経済力が疲弊したイギリスでは、クレメント・アトリーの労働党政権下で軍事費抑制が図られた。一方、米ソはドイツから研究人員ごと入手した先進的航空技術に青天井の予算を付けて発展させたため、超音速機の開発でイギリスは米ソに大きく立遅れる結果を招来した。

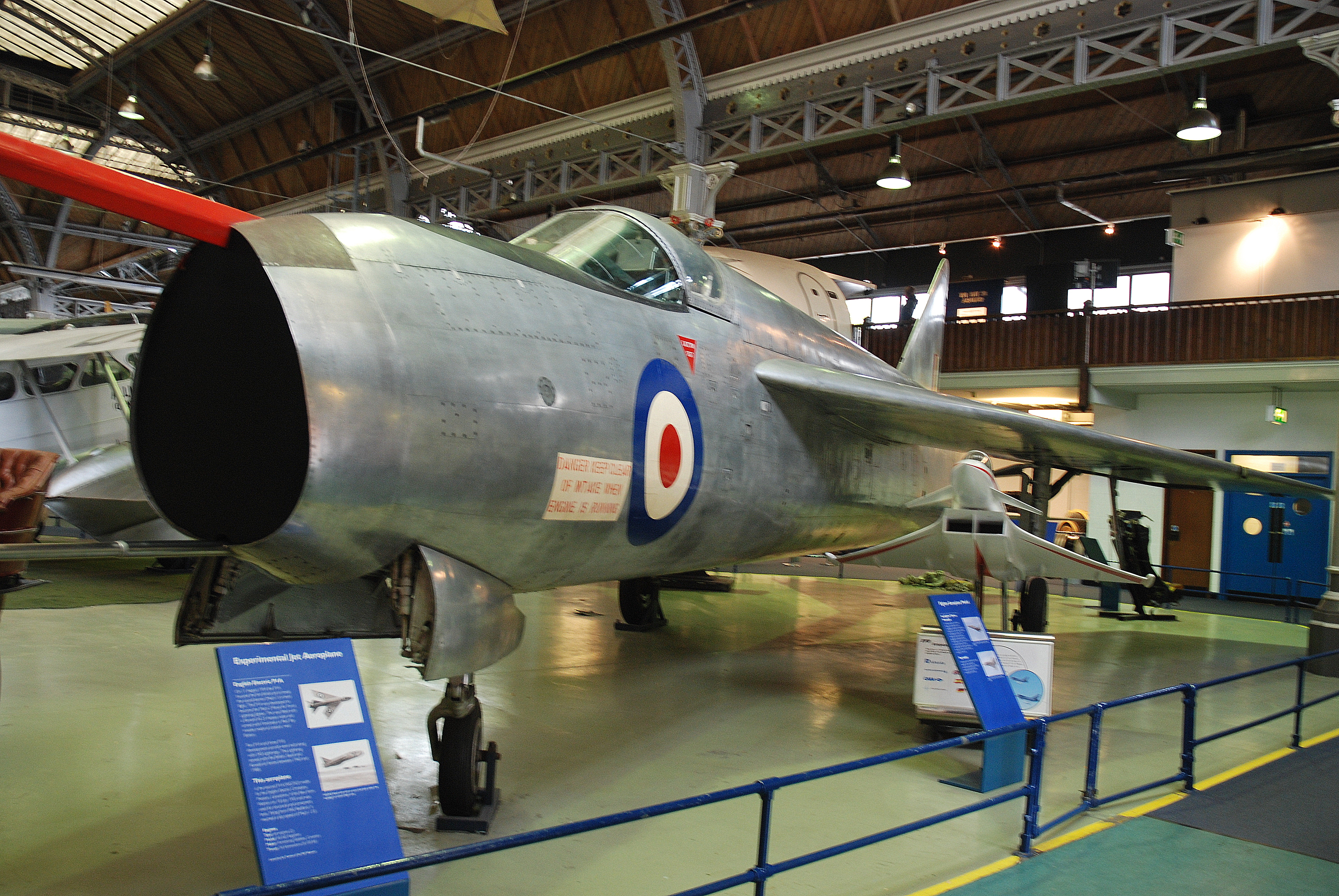
P.1A　マンチェスター科学技術博物館の展示機

P.1とP.1Aの側面比較

1947年に軍需省から、将来戦闘機に転換可能な超音速研究機 ER.103 仕様案が公表されると、卓抜した高々度性能の爆撃・偵察機キャンベラで知られるテディ・ペッター (William Edward Willoughby "Teddy" Petter) 主任技師以下イングリッシュ・エレクトリック社のチームが、フェアリー社のデルタ 2（FD-2）と共に呼応し、両機は実現に向けての基礎研究が開始された。
イングリッシュ・エレクトリック社（以下、EE）はロイヤル・エアクラフト・エスタブリッシュメント (RAE) と協働して、ロールス・ロイス エイヴォンを縦置き双発とし、テーパー (Taper) の無い鋭後退角矩形薄翼、低位置の水平尾翼を持ち、高度3万フィートでマッハ 1.5を目指す斬新なコンセプトを纏め上げた。
1948年12月に同様の外形を持つ無動力グライダーを製作し試験が行われた結果、1949年5月、ER.103 を元に超音速迎撃機化する計画案 F23/49 （1949会計年度戦闘機43号仕様書）が軍需省で承認され、P.1 の名で試作機の発注を受けたが、エイヴォンの実用化はサージング問題に直面し遅延していたため、一回り小さいアームストロング・シドレー サファイア Sa.5 を繋ぎに搭載する事になった。
P.1 計画着手時より、主に水平尾翼の取付位置を巡ってEE社と RAE との間で論争が巻き起こり（当時、イギリスには超音速風洞が存在しなかった）、T字尾翼案を主張する RAE は、競業社のショート・ブラザーズ社にダーウェント単発、固定脚の小型試験機ショート SB5を急造させ、飛行試験を敢行した。SB/5 は RAE 案に沿った後退角50度の主翼とＴ字尾翼で進空したが、ピッチアップ癖が顕著で、EE社案の正当性が実証された。SB/5 では3種の異なる主翼後退角がテストされた結果、原案通り60度が採用されたが、大仰角時の剥離流をコントロールするため外翼前縁にソーカットが新設された。
それと前後して、キャンベラ試作機の進空（1949年）を見届けたペッターはEE社を辞し、一族が経営するヘリコプター専業のウエストランド・エアクラフト社へ戻ってしまったため、P.1 の開発はフレデリック・ペイジ、後のブリティッシュ・エアロスペース社民間機事業部長が引き継ぐ事になったが、この間、高々度を高速で飛来するキャンベラを要撃可能な戦闘機が自国に無い状態が続いた。
試作機 P.1A 1号機 (WG760) は1954年5月にロールアウト、8月4日に初飛行し、水平飛行でマッハ1.2、緩降下でマッハ1.4をアフターバーナー無しのサファイアで記録する、素性の良さを示した。P.1A 2号機 (WG763) は最初からフェランティ社製AI.23火器管制装置、ADEN砲、後のファイアストリーク であるDH ブルージェイ(Blue Jay) パッシブホーミング空対空ミサイルを備え、航続力不足を補うため胴体下部に着脱式増槽を付加して実用化試験に供された一方、1号機は待望のアフターバーナー付サファイアに換装され、超音速試験のフィードバックから数々の改良が施された。
推力6000kgと強力なエイヴォン 200R (RA.24) を搭載し、機首の空気取入口にレドーム兼用のショックコーンを設けた、戦闘機型増加試作機 P.1B は1957年4月4日に初飛行し、2年間に20機が製作され、1958年のファーンボロー国際航空ショーの場で「ライトニング」という名称が初めて公表された。一方、P.1 開発中の1956年10月6日、同じエイヴォン単発のライバル、フェアリー デルタ2（FD-2）は1811km/hの世界速度記録を樹立するが、P.1 との競争に破れ制式採用されずに終わった。FD-2 1号機 (WG774) は1960年以降 BAC 221 と改名され、オージー翼に改造されてコンコルド開発の基礎データ収集に充てられた。
P.1B 改めライトニング F.1は50機が発注されたが、20号機は地上試験用に指定された後キャンセル、次の2機は複座練習機型の試作機となり、以降は全て小改良を加えたライトニング F.1Aとして生産された。実戦配備は翌1959年から進められたが、マクミラン保守党政権のダンカン・サンズ国防相は有名な1957年度国防白書に於いて、空軍の主力を有人機からミサイルに転換する大方針を打ち出し、ライトニング以外の軍用機は開発段階の如何に関わらず、原則として計画が中止されてしまった。このためライトニングはイギリスにおいて、「最後の有人戦闘機」と呼ばれ、事実、2014年現在に至るまで、イギリスが単独で開発した超音速戦闘機としては最初でありながら最後の事例、戦闘機として当初から開発された機体としても最後のものとなった（ただし他国との共同開発や、他目的の機体を戦闘機として転用した例はある）。

## 実戦配備
ライトニングは第一線で使用されていたホーカー ハンター、グロスター ジャベリンのパイロットに歓迎されたが、マスメディアに注目されていたこともあって初期に受領した部隊は一種のお披露目を行わなければならなかった。
1960年12月14日、イギリス空軍の第56飛行隊がF.1Aの配備を開始し、1964年にライトニングを装備した防空部隊が編成され、防空部隊は侵入する高々度高速爆撃機に対処するため、たびたびスクランブル発進して要撃に向かった。イギリス本国だけでなく西ドイツやキプロス、シンガポールにも駐留し、防空任務に従事した。1970年を過ぎると低空を侵入する高速機も現われ始めたが、ライトニングは運動性を生かして防空任務を続けることができた。
イングリッシュ・エレクトリック社はエイヴォン Mk 210 ジェットエンジンを搭載して計器盤を一新したライトニング F.2を開発し、1961年7月11日に初飛行を実施。1962年12月にイギリス空軍は現行のライトニングと交代させるためF.2を受領した。加えて、コックピットを並列複座とした練習機型も配備され始めた。

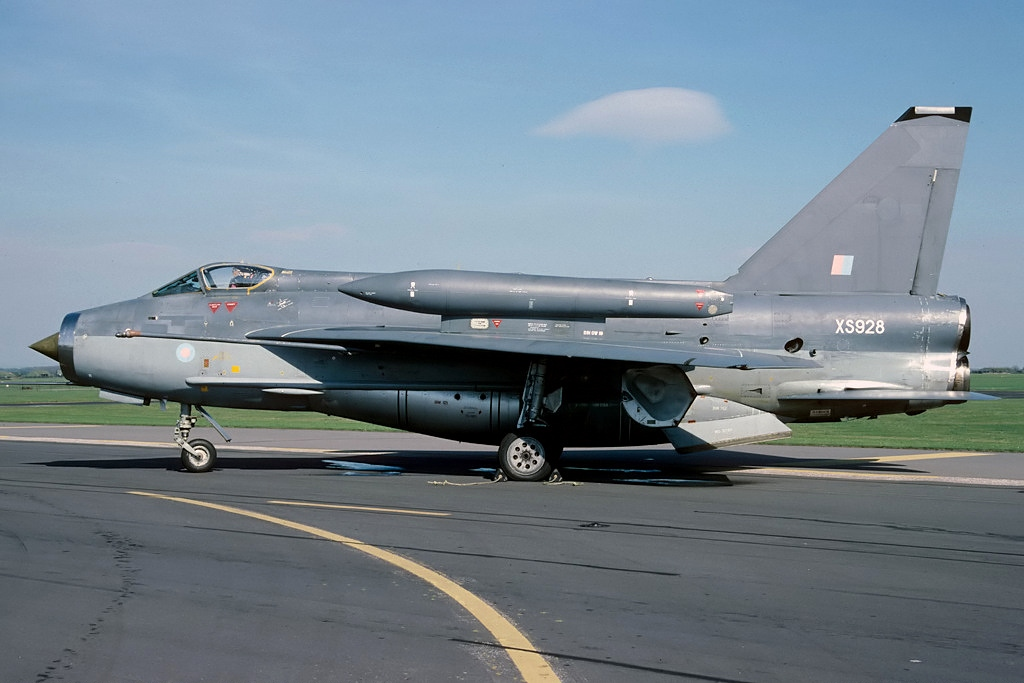
主翼上面に増槽を搭載したライトニング F.6

さらに、イングリッシュ・エレクトリック社は新型の攻撃システムを搭載し、ルックダウン・レーダー、慣性航法機器、ミサイルシステムの一新などを盛り込んだ発展型の開発を進め、ライトニング F.3として提案を行ったが、イギリス空軍はホーカー P.1154やBAC TSR-2など新型機の登場を期待しており、政府も予算を理由に採用することはなかった。結局、ライトニング F.3は新型機が登場するまでの間を埋めるための機体として、エンジンの換装といったF.2の小改良に留めて約70機が生産された。
F.3に改良を加えたライトニング F.3Aは胴体下部燃料タンクを大型化すると共に、主翼上面に増槽を搭載できるようになり、ライトニング F.6として正式に量産された。一部のF.2もほぼ同仕様に改修されライトニング F.2Aとなった。多用途性を付加する計画も本格化したが、イギリス空軍は多用途型に関心を持たなかったため後述する輸出向けとして開発されることとなった。さらに主翼を可変翼とした複座艦上戦闘機型も提案のみに終わったため、イギリスのライトニングは終始迎撃戦闘機として運用されることとなった。その後、P.1154やTSR-2がキャンセルされてしまうと、イギリスはF-104 スターファイターの後継機であるパナヴィア トーネード ADVの国際共同開発に参加することになった。
20年以上もイギリスの防空などを担当したライトニングだったが、1974年にライトニングの転換訓練部隊である第226転換訓練部隊（No. 226 Operational Convarsion Unit）も解散され、第一線用の部隊はライトニングからブリティッシュ ファントムやトーネード ADVと交代していった。最後まで残っていた実戦部隊のうち第5飛行隊が1987年に解散、第11飛行隊も1988年に解隊された。現在は前線から退いた状態である。
イギリス空軍のライトニング配備部隊一覧
| 部隊        | 配備年 | 前任機      | 機種           | 基地 | 退役年 | 後継機          |
| ----------- | ------ | ----------- | -------------- | --- | ------ | --------------- |
| 第5飛行隊   | 1965年 | ジャベリン  | F.6            | RAF ビンブルック（Binbrook）                                                                                      | 1987年 | トーネードF.3   |
| 第11飛行隊  | 1967年 | ジャベリン  | F.3/F.6        | RAF ルーカス（Leuchars） →RAF ビンブルック（Binbrook）                                                            | 1988年 | トーネードF.3   |
| 第19飛行隊  | 1962年 | ハンターF.6 | F.2 →F.2A      | RAF レコンフィールド（Leconfield） →RAF ギュータースロー（Gütersloh）（西ドイツ）                                 | 1976年 | ファントムFGR.2 |
| 第23飛行隊  | 1964年 | ジャベリン  | F.3 →F.6       | RAF ルーカス（Leuchars）                                                                                          | 1975年 | ファントムFGR.2 |
| 第29飛行隊  | 1967年 | ジャベリン  | F.3            | RAF ワティシャム（Wattisham）                                                                                     | 1974年 | ファントムFGR.2 |
| 第56飛行隊  | 1960年 | ハンターF.6 | F.1 →F.3 →F.6  | RAF ワティシャム（Wattisham） →RAF アクロティリ（Akrotiri）（キプロス） →RAF ワティシャム（Wattisham）            | 1976年 | ファントムFGR.2 |
| 第74飛行隊  | 1960年 | ハンターF.6 | F.1 →F.3 →F.6  | RAF コルティシャル（Coltishall） →RAF ルーカス（Leuchars） →RAF テンガ（Tengah）（シンガポール）                  | 1971年 | 解隊            |
| 第92飛行隊  | 1963年 | ハンターF.6 | F.2 →F,2A      | RAF レコンフィールド（Leconfield） →RAF ガイレンキルヒェン（ドイツ） →RAF ギュータースロー（Gütersloh）（ドイツ） | 1977年 | ファントムFGR.2 |
| 第111飛行隊 | 1961年 | ハンターF.6 | F.1A →F.3 →F.6 | RAF ワティシャム（Wattisham）                                                                                     | 1974年 | ファントムFGR.2 |
| 第226 OCU   | 1963年 | ミーティア  | T.4 →T.5       | RAF ミドルトン・セントジョージ（Middleton St George） →RAF コルティシャル（Coltishall）（1964年に移転）           | 1974年 | ジャギュアGR.1  |

## エアショーなど
ライトニングの一部は、イギリスが開催するエアショーであるロイヤル・インターナショナル・エアタトゥーで稼働する姿が確認されている。なお、このショーに参加する他の機体にも言えることが、機体はタキシングとエンジン点火のみしか見せていない。
その他、南アフリカのケープタウンにあるサンダーシティ社で、複座型が遊覧飛行用として使用されていた。しかし2009年に墜落事故を起こし、2010年にサンダーシティ社の飛行許可が取り消されて以降飛行していない。

## 海外での採用国

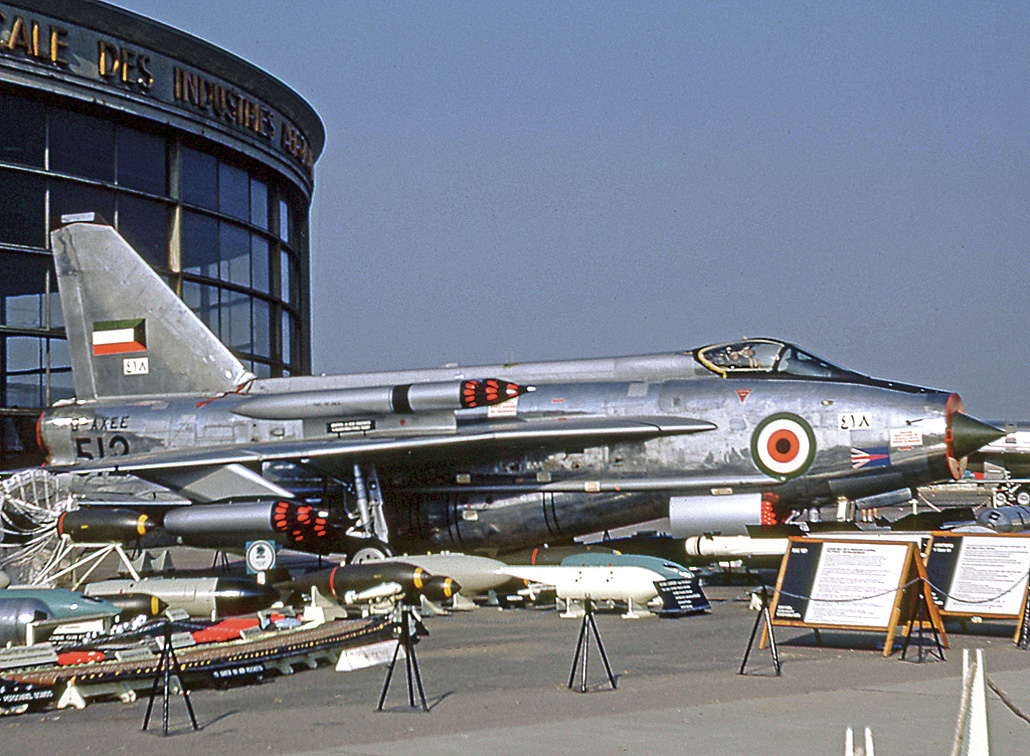
クウェート空軍のライトニング F.53K

ライトニングは優れた戦闘機であったが、ハードポイントの増設やレーダーの換装により多用途性が付加された輸出型の海外セールスは同時期の他国の戦闘機と比較するとあまり芳しくなく、わずかにサウジアラビアとクウェートが導入したのみであった。
西ドイツ空軍に採用を働きかけたこともあったが、イギリス政府の支援を得られなかったことによりF-104G スターファイターに敗れてしまった。
日本の航空自衛隊による「第2次 次期主力戦闘機導入計画（第2次F-X）」の候補機に名前が挙げられたこともあるが、あくまで「第1次調査」における予備候補の域を出ることはなかった。
サウジアラビアに導入されたライトニングはイエメンとの紛争に投入され主に対地攻撃に使用された。

## 兵装
前部胴体両側のパイロンに、ファイアストリークあるいはレッドトップ（F.3以降）空対空ミサイルを2発搭載する。この部分はミサイルパックとして独立しており、後述する他の装備に換装することが可能だった。
初期型は、固定武装として機首上面に30mm ADEN機関砲を2門装備しており、ミサイルパックと交換でさらに2門追加することも可能だった。ただ、機首上面の機関砲は発射時のガスとフラッシュがパイロットの視界を妨げるため歓迎されず、発射口を塞いでしまう機体もあり、F.3では完全に撤去された。F.3A以降は胴体下燃料タンクの前部を機関砲パックと交換することが可能となり、再び装備できるようになった。練習機型は機関砲を装備していないが、単座型と同じレーダーと空対空ミサイル運用能力を持ち、戦闘能力を維持している。
F.3Aから主翼上面に搭載可能となった増槽は、フェリー飛行用のため戦闘任務には使用されないが、緊急時には尾翼に衝突しないよう角度をつけて切り離すことができた。
輸出型では、ミサイルパックを引き込み式ロケット弾パックや写真偵察用カメラパックに換装することができた。

## 各種型
付与コードについては軍用機の命名規則 (イギリス)のマーク・ナンバーを参照。
P.1
試作型のシリーズ。無印のP.1と-A／Bとは機体側面形状等が異なる。
P.1A
サファイア　エンジンを搭載した試作型。機体下面に燃料タンクを増設。試作機2機、静止試験用機体1機製造。
P.1B
P.1Aのエンジンをエイヴォン　エンジンに変更した増加試作型。23機製造。
ライトニング F.1
P.1Bの量産型。19機製造。
ライトニング F.1A
空中給油装置を付加した改修型。28機製造。
ライトニング F.2
エイヴォン 210R エンジンを搭載した型。8機配備。他に製造されていた31機はF.2Aに改装。更に5機がF.52に改装され輸出。
ライトニング F.2A
31機のF.2を改装して配備された、F.2にF.6相当の主翼と垂直尾翼を組み合わせ、胴体下部燃料タンク取り付けの改装を行った改良型。
ライトニング F.3
61機配備されたエイヴォン 301 エンジン搭載。機関砲除去。レーダー改装とレッドトップ空対空ミサイル運用能力追加、垂直尾翼大型化など。その後9機がF.6に改装。
ライトニング F.3A
1機製造･配備された胴体下部燃料タンク大型化による燃料容量増加。改良型主翼の採用。F.6のテスト機的な存在で、暫定型F.6とも呼ばれる。その後15機がF.6に改装された。
ライトニング T.4
16機製造・試作型2機製造されたF.1Aを基にした並列複座の練習機型。その後2機がT.5試作機に、更に2機がT.54型に改造された。
ライトニング T.5
22機製造されたF.3の並列複座練習機型。
ライトニング F.6
61機配備(初期新造39機、F.3A改装15機、F.3改造9機)された主翼上に大型増槽が装備可能で胴体内部に機関砲が再装備される改良型。その後、1機がF.53に改造された。他、1機が配備前に事故により墜落。
シーライトニング FAW.1
艦上戦闘機仕様。可変翼を有しており練習機型と同様の並列複座を採用。しかし、この様な艦上機を運用可能な航空母艦が突如1978年に退役してしまい、そのシーライトニングの姿がイギリス海軍に現出することはなかった。構想のみ。
ライトニング F.52
5機のF.2を改修したF.2のサウジアラビア仕様。
ライトニング F.53
34機製造されたF.6のサウジアラビア仕様(内、1機はF.6の改装)。主翼外側下部に一箇所ずつハードポイントを装備し、68 mm 19連装ロケット弾ポッド4基 または 1,000ポンド (450 kg) 爆弾2発が装備可能になり、レーダーも多用途型に改装。
ライトニング T.54
T.4型を2機改造(買取)したサウジアラビア仕様。
ライトニング T.55
6機製造されたT.5のサウジアラビア仕様。T.5の機体にF.6の主翼と腹部燃料タンクを取り付けたもの。
ライトニング F.53K
12機製造されたF.6のクウェート仕様。F.53に相当。
ライトニング T.55K
2機配備されたT.5を元にしたのクウェート仕様。T.55に相当。

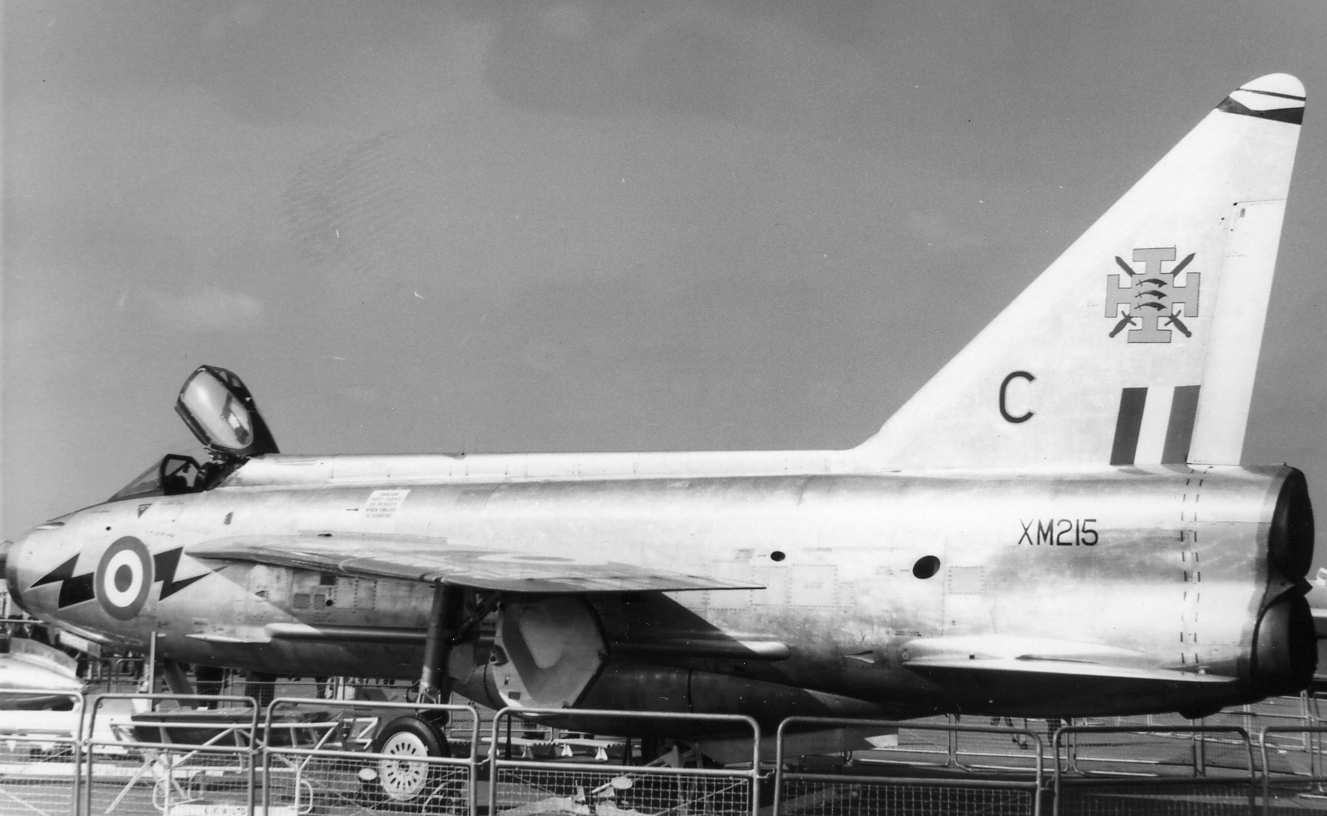
ライトニング　F.1A（XM215）。第111飛行隊の所属機（1961年の撮影）
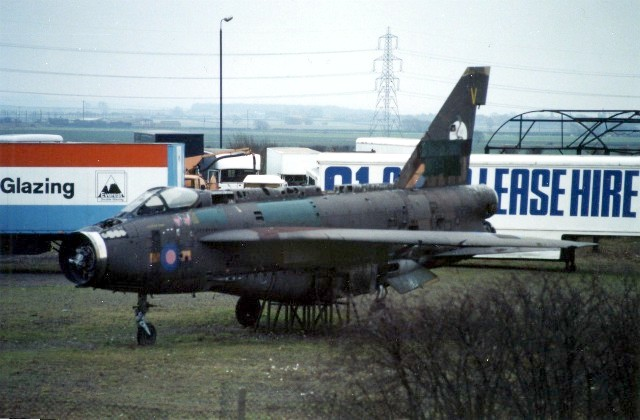
ライトニング F.2A　イングランド、ノッティンガムシャー州バルダートン（Balderton）郊外のスクラップヤードに展示されていた機体[注 6]。
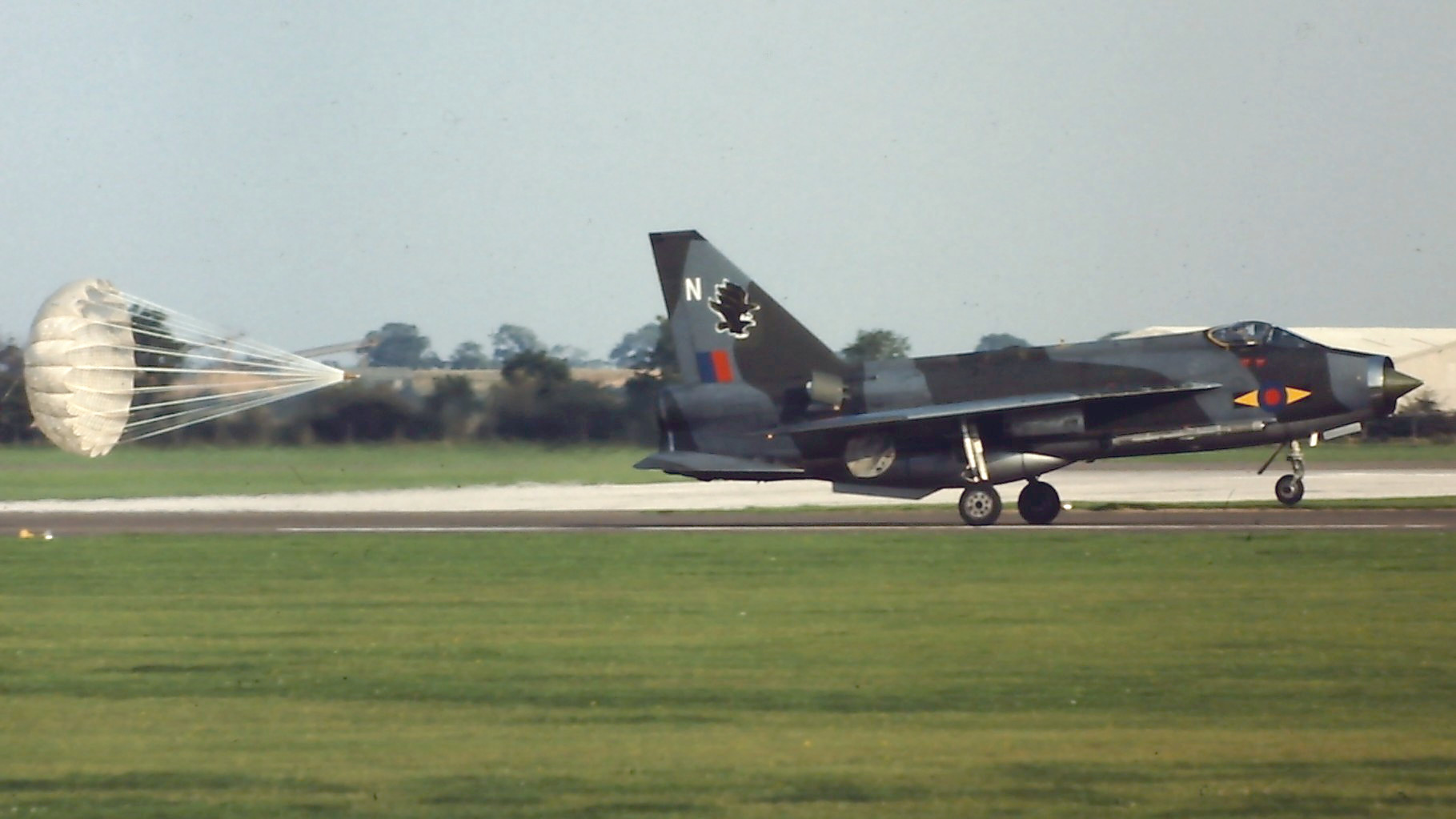
ドラッグシュートを展開して着陸する、第11飛行隊のライトニング F.3（XP702）。1980年の撮影
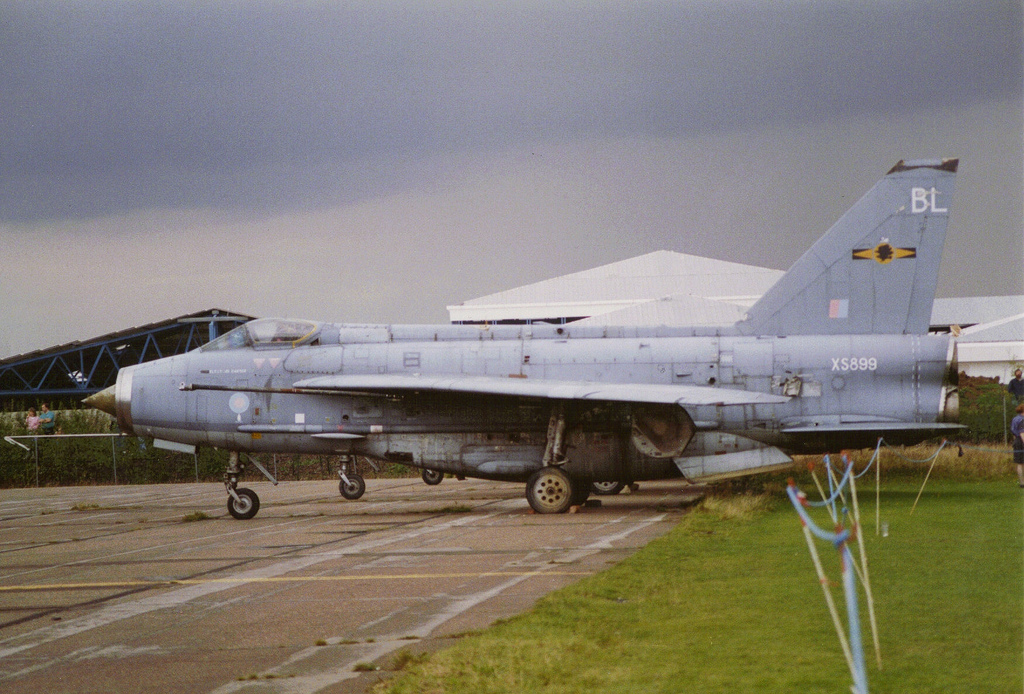
ライトニング F.6（XS899）第5飛行隊の所属機。1992年の撮影
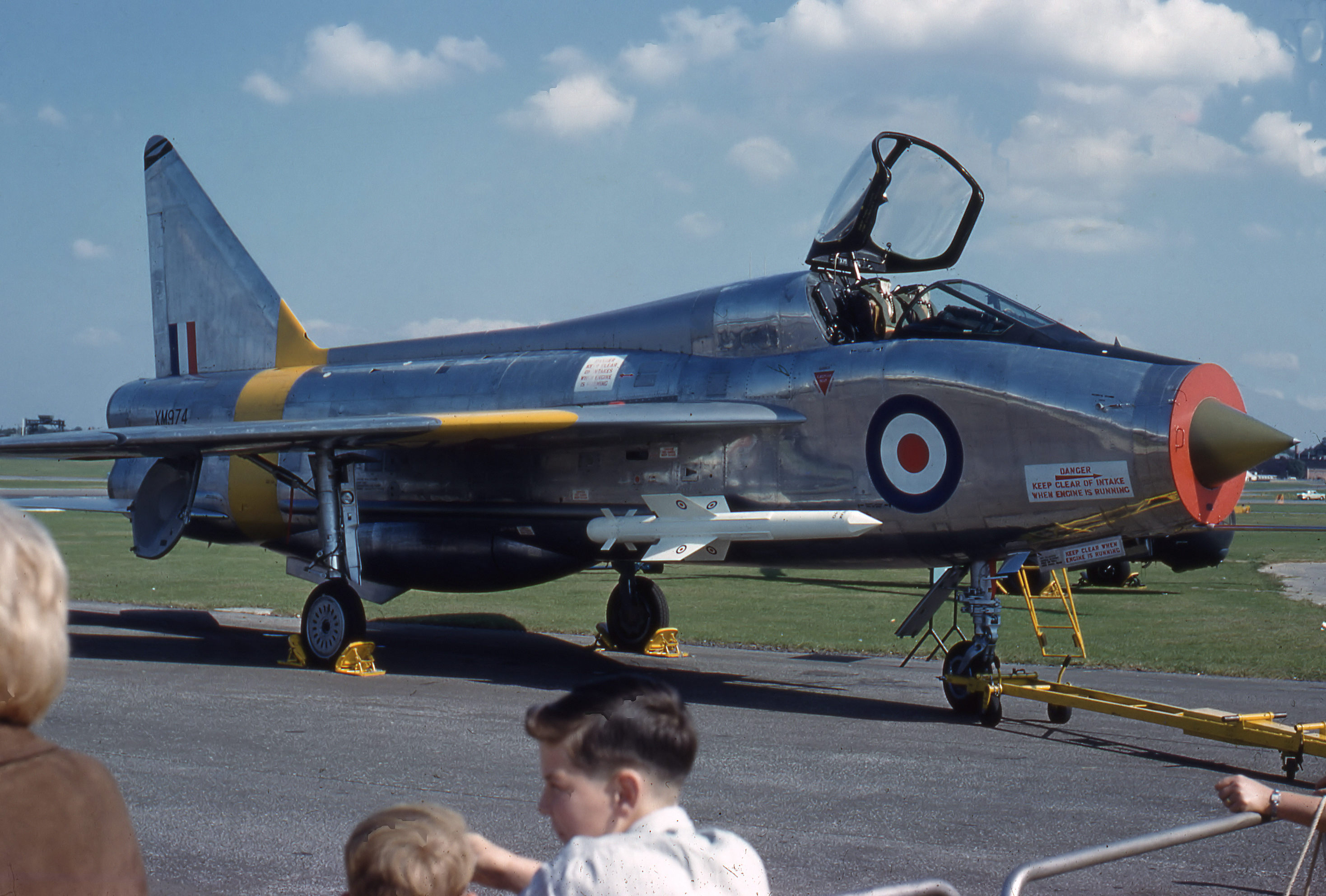
1964年のファーンボロ航空ショーで一般展示中の ライトニング T.4（XM974, c/n 95074）。第74飛行隊の所属機。[注 7]
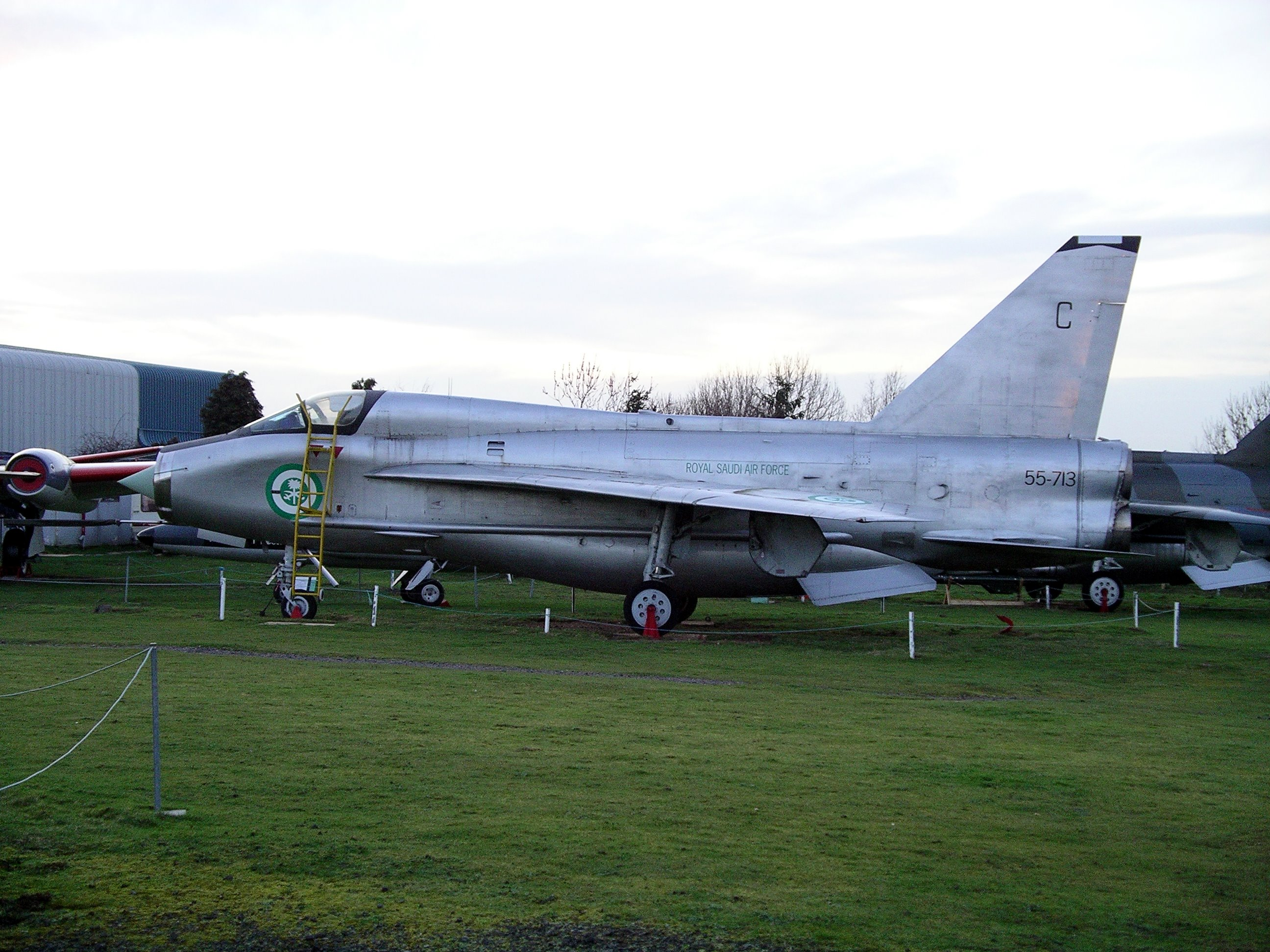
ライトニング T.55（55-713）　イングランド、ウォリックシャー州のミッドランド航空博物館の展示機。2007年の撮影

## 性能諸元 (F.6)
出典: Air Vectors.
諸元
- 乗員: 1名
- 全長: 16.84 m （55 ft 3 in）
- 全高: 5.97 m （19 ft 7 in）
- 翼幅: 10.61 m（34 ft 10 in）
- 翼面積: 44.1 m2 （474.5 ft2）
- 空虚重量: 12,719 kg （28,040 lb）
- 最大離陸重量: 18,915 kg （41,700 lb）
- 動力: ロールス・ロイス エイヴォン 301R ターボジェット
  - ドライ推力: 58.86 kN （13,220 lbf） × 2
  - アフターバーナー使用時推力: 72.77 kN （16,360 lbf） × 2

性能
- 最大速度: 高々度においてマッハ 2.27 （1,500 mph, 2,415 km/h）
- 戦闘行動半径: 1,287 km （800 海里）
- フェリー飛行時航続距離: 2,500 km （1,560 海里）
- 実用上昇限度: 18,000 m （60,000 ft）
- 上昇率: 255 m/s （50,000ft/min）
- 推力重量比: 0.63
- 最大翼面荷重: 428.6 kg/m2 （87.9 lb/ft2）

武装
- 固定武装

ライトニングF.6　側面図

  - 胴体下部燃料タンク前部にADEN 30mm機関砲 2門（砲弾120発）
- オプション兵装：前部胴体兵装パックに以下のいずれか1種類を追加装備可能。
  - ミサイルパック：ファイアストリーク赤外線誘導対空ミサイル 2発
  - ミサイルパック：レッドトップ赤外線誘導対空ミサイル 2発
  - ロケット弾パック：着脱式2インチ (51mm) 44連装ロケット弾(輸出型のみ)
  - ガンパック：ADEN 30mm機関砲 2門（砲弾130発）
  - 写真偵察パック：70mmカメラ 5台
- アビオニクス: フェランティ AI.23（英語版） 火器管制レーダー